# Corréos
 (mai 2012).
Si vous disposez d'ouvrages ou d'articles de référence ou si vous connaissez des sites web de qualité traitant du thème abordé ici, merci de compléter l'article en donnant les références utiles à sa vérifiabilité et en les liant à la section « Notes et références ».
Corréos était le roi et le dux des Bellovaques, peuple gaulois localisé près de la ville moderne de Beauvais.

## Famille
Hirtius ne donne aucun renseignement sur ses origines, mais sa fonction suppose une origine aristocratique.

## Biographie
Hirtius ne cesse de le mettre en avant, son influence et son action, et le présente comme un contrepoint ou un complément au pouvoir du sénat et des principes :
« [...] ipse cum crebris legationibus Remorum certior fieret Bellouacos, qui belli gloria Gallos omnes Belgasque praestabant, finitimasque his ciuitates duce Correo Bellouaco et Commio Atrebate exercitus comparare atque in unum locum cogere, ut omni multitudine in fines Suessionum, qui Remis erant attributi [...]. » 

« [...] quant à lui, comme de fréquentes ambassades des Rèmes l’avertissaient que les Bellovaques, dont la gloire militaire surpassait celle de tous les Gaulois et des Belges, unis aux peuples voisins sous la conduite du Bellovaque Corréos et de l’Atrébate Commios, mobilisaient et concentraient leurs forces, dans le dessein de prononcer une attaque en masse contre les Suessions qu’il avait placés sous l’autorité des Rèmes [...] »
En 51 av. J.-C., Corréos prend la tête d’une nouvelle coalition de Belges (Ambiens, Atrébates, Calètes, Veliocasses) et Aulerques. Les Bellovaques pénètrent en territoire suession et se retranchent sur un terrain protégé par des marais et des bois : Jules César en met le siège. Les Bellovaques, instruits par l’exemple d’Alésia, s'échappent de nuit et se réfugient dans un oppidum. César les poursuit. Une bataille s’engage où les Bellovaques sont défaits et Corréos tué. Sa mort met fin aux hostilités.

## Formes du nom de Corréos
Son nom est connu grâce aux Commentaires sur la Guerre des Gaules de César. Il y apparaît en latin décliné selon la deuxième déclinaison latine, donc au nominatif singulier Correus. En langue gauloise, la terminaision de la déclinaison correspondante, au nominatif singulier, était -os, latinisée en -us. On peut donc supposer que son nom gaulois était *Correos.
Une rue de Beauvais lui rend hommage : la rue Correus près de la gare.